# بيلة هيموغلوبينية بردية انتيابية
البيلة الهيموغلوبينية البردية الانتيابية (بالإنجليزية: Paroxysmal cold hemoglobinuria)‏ اختصارًا PCH هو فقر دم انحلالي بالمناعة الذاتية ينحل فيه الدم داخل الأوعية الدموية بتواسط المتممة بعد التعرض للبرد. يمكن أن يظهر كحدث حاد غير متكرر بعد العدوى لدى الأطفال، أو يتظاهر بنوبات ناكسة مزمنة لدى البالغين المصابين بأورام الدم الخبيثة أو الزهري الثالث. وصف يوليوس دوناث (1870-1950) وكارل لاندشتاينر (1868-1943) المرض في عام 1904 على أنه أحد الكيانات السريرية الأولى التي صُنفت ضمن اضطرابات المناعة الذاتية.

## العلامات والأعراض
يتظاهر الأطفال المصابون عادةً ببداية حادة من فقر الدم الانحلالي مع إعياء، وعدم تحمل الجهد، والشحوب، واليرقان، والبيلة الخضابية، وذلك بعد التعرض للبرد وظهور أعراض مرضية فيروسية. قد تحدث مضاعفات مثل الفشل الكلوي الحاد بسبب السمية الكلوية الناتجة عن الخضاب الحر والانسداد الأنبوبي. على الرغم من أن بداية المرض قد تكون مفاجئة، يتبع الشكل الحاد دورة مؤقتة ومحدودة ذاتيًا.
يتظاهر الانتكاس المزمن للبيلة الخضابية الباردة الانتيابية على شكل بيلة خضابية عرضية وأعراض فقر الدم، وعادة ما تكون أكثر اعتدالًا من الشكل الحاد. يعد معدل الإصابة بالبي سي إتش بسبب الزهري الكلاسيكي آخذًا بالتناقص، لذلك يجب أخذ متلازمة الأباعد الورمية في سياق الإصابة بالأورام الدموية الخبيثة كسبب محتمل للبي سي إتش خاصة عند كبار السن. لا علاقة للبي سي إتش بتضخم الكبد والطحال والغدة الدرقية، ما لم يترافق مع وجود اضطرابات تكاثرية لمفية كامنة. يبقى هذا الشكل من البي سي إتش معندًا على العلاج ما لم يُعالج المرض الأصلي.

## السبب
تعد العوامل المعدية متورطة في الشكل الحاد من البي سي إتش. تشمل العوامل الفيروسية الحصبة والنكاف وفيروس إبشتاين-بار والفيروس المضخم للخلايا وفيروس جدري الماء النطاقي وفيروس الأنفلونزا والفيروس الغداني. تشمل العوامل غير الفيروسية المفطورات الرئوية والمستدميات النزلية. يرتبط النكس المزمن للبي سي إتش تقليديًا بمرض الزهري، بالإضافة إلى أورام الدم الخبيثة مثل اللمفوما اللاهودجكينية والتنشؤات التكاثرية النقوية.

## الفيزيولوجيا المرضية
تعد الآلية المرضية الدقيقة للحالة غير واضحة تمامًا، والسمة المميزة لها هي تكوين الأجسام المضادة الذاتية للغلوبيلوبين المناعي جي متعددة النسيلة ضد مولد الضد بّي، وهو مولد ضد عديد سكاريد يقع على سطح الكريات الحمراء لدى معظم البشر. نظرًا لكونه جسمًا مضادًا ضعيفًا وثنائي الطور، ينجذب إلى مولد الضد بّي في درجة الحرارة المنخفضة في المحيط في المرحلة الأولية، ويثبت المتممة عند عودة الدوران إلى درجة الحرارة المركزية في المرحلة الثانوية، ما يؤدي إلى انحلال الدم داخل الأوعية.

## التشخيص
تشمل أهداف الفحوصات المخبرية:
1. تأكيد وجود انحلال دم داخل الأوعية الدموية عبر تحري نواتج استقلاب الكريات الحمراء واستجابة مكونات الدم.[1]
2. وضع تشخيص لفقر الدم الانحلالي بالمناعة الذاتية وتفريقه عن أنواع فقر الدم الانحلالي المناعي الذاتي الأخرى.[7][5][8]
3. تحديد الميزات المؤكِّدة الأخرى كما هو الحال في نتائج أمراض الدم.[6]

بالنسبة لانحلال الدم داخل الأوعية الدموية، تشمل المعايير المخبرية ارتفاع الخضاب الحر في المصل، ونازع هيدروجين اللاكتات، والبيليروبين غير المقترن، وانخفاض الهابتوغلوبين. قد تظهر اختبارات البول تفاقم البيلة الخضابية وبيلة الهيموسيديرين في الحالات المزمنة. قد لا تظهر كثرة الشبكيات في المرحلة الحادة أو حين يحدث تثبيط نقي محرض بالفيروس.
بمجرد الاشتباه السريري في الإصابة بفقر الدم الانحلالي المناعي الذاتي، يعد اختبار مضاد الغلوبيولين المباشر (دي أيه تي) أو اختبار كومبس المباشر خط التحري الأول لتأكيد وجود الأجسام المضادة الذاتية الحارة. يبدي الاختبار باستخدام مضادات الغلوبيولين عديدة الأنواع وتلك الخاصة بالغلوبيولين جي نتائج سلبية، وقد يبدي الاختبار باستخدام العامل الخاص بسي 3 نتائج إيجابية. عند استبعاد فقر الدم الانحلالي المناعي الذاتي بالأضداد الحارة (دبليو أيه آي إتش أيه)، يجب تحري عيار الراصات الباردة للكشف عن داء الراصات الباردة (سي أيه دي). يُشتبه في تشخيص البي سي إتش عند استبعاد كل من الانحلال المناعي الذاتي بالأضداد الحارة وداء الراصات الباردة. يكون مستوى المتممة منخفضًا عادةً.
يعد اختبار دوناث لاندشتاينر الاختبار المؤكد للبي سي إتش. يتضمن الاختبار تبريد مصل المريض إلى درجة حرارة 4 مئوية للسماح بانجذاب الأضداد الذاتية المضادة للبّي إلى الكريات الحمراء، يليها مرحلة التسخين إلى درجة 37 مئوية لتحريض تثبيت المتممة وانحلال الدم. يمكن إجراء اختبار دوناث لاندشتاينر غير المباشر بإضافة دم إيجابي مستضد البّي من زمرة دموية متوافقة في حالة كان اختبار دوناث لاندشتاينر المباشر سلبيًا، إذ قد تُستهلك المتممة الموجودة في المصل الأساسي ما يعطي سلبية كاذبة.
قد تشير النتائج المرضية لاختبارات الدم إلى انحلال الدم داخل الأوعية الدموية والعملية المناعية الكامنة وراءها. يظهر تعداد الدم الكامل عادة وجود فقر دم سوي الكريات. قد تكون كثرة الشبكيات غير ظاهرة في المرحلة الحادة. قد تبدي مسحة الدم المحيطية تعدد ألوان موافق. تشير بلعمة العدلات للكريات الحمر إلى الإصابة بالبي سي إتش، ويجب أن يُلاحظ أيضًا غياب تراص الكريات الحمراء الموجود في داء الراصات الباردة أو كثرة الكريات الحمراء الصغيرة كما في فقر الدم الانحلالي المناعي بالأضداد الحارة.